# Bojan Krajnc
Bojan Krajnc, slovenski novinar, televizijski urednik, zaposlen na RTV Slovenija kot ekspert področja razvedrilnih vsebin, * 5. junij 1967, Celje.
V osemdesetih je bil nadarjen atlet v mladinskih kategorijah: večkratni slovenski mladinski prvak v tekih na 800 in 1500 metrov in član mladinske reprezentance takratne Jugoslavije. Njegov osebni rekord na 800 metrov je 1:51:07.
Prve novinarske korake je naredil na Radiu Celje in Novem tedniku. Leta 1990 je pri založbi Karantanija izdal svojo prvo in edino pesniško zbirko z naslovom "Herojski štrbunki". V času študija je delal na Tribuni, Radiu Študent in Mladini. Kot mlad novinar je spremljal nemire na Kosovu, pisal o povojnih pobojih, obiskal Černobil, poročal o prvih spopadih v Kninu in odkrival začetke divjega lastninjenja. Vojno v Sloveniji je preživel s fotografskim aparatom.v rokah.
Konec leta 1991 se je pridružil ekipi, ki je ustvarjala program Kanala A, prve zasebne televizije v Sloveniji. Že leto za tem je prestopil TV Slovenija, kjer je najprej pripravljal oddaje Utrip, Žarišče in Tednik, leta 1993 pa je postal urednik in voditelj oddaje Studio City. Leta 1997 je prejel prvega Viktorja, ki so ga podelili za najboljšega televizijskega voditelja. Kmalu se je poslovil od televizijskih kamer, voditeljsko mesto je prepustil Marcelu Štefančiču, sam pa je oddajo še naprej urejal vse do leta 2001, ko je postal ustanovni urednik slovenske izdaje Playboya.
Leta 2002 se je zopet vrnil na TV Slovenija in pripravil projekt več kot štiriurne nedeljsko popoldanske oddaje "Tistega lepega popoldneva", ki sta jo vodila Lado Bizovičar in Anja Tomažin. Oddaja je v petih letih obstoja prejela kar osem Viktorjev. Leta 2004 je ustvaril format politično satiričnega showa "Hri-bar", ki ga je vodil Sašo Hribar, v njej pa so sodelovali vsi vrhunski govorni imitatorji iz kultnega Radia GA-GA (Marjan Šarec, Tilen Artač, Jure Mastnak, Jure Godler, Renato Vindiš, Jasna Kuljaj...). Posebnost oddaje je bila "real time komunikacija" med resničnimi osebami in animirani liki, ki sta jih ustvarila programerja Tadej Fius in Darij Kreuh. Oddaja je prejela več strokovnih Viktorjev za najboljšega voditelja zabavnih oddaj, računalniško animacijo in govorno imitacijo. Krajnc je bil scenarist oddaje ter scenarist in režiser več kot tisoč animiranih politično satiričnih prispevkov. Leta 2005 je v Pekingu na CCTV-ju predstavil projekt oddaje Hri-bar, a se Kitajci niso odločili za nakup formata, še več, kakšen mesec za tem so v državi uradno prepovedali kakršnokoli komunikacijo med virtualnimi liki in resničnimi osebami. Z zamenjavo vodstva na TV Slovenija, leta 2006, se je za oddajo "Hri.bar" začelo precej turbolentno obdobje: odkriti poskusi cenzure in kazenski "polnočni termin predvajanja".
Leta 2008 je prejel  Viktorja za posebne dosežke. Tega leta je po naročilu zunanjega producenta pripravil format zabavne oddaje za Jurija Zrneca in Lada Bizovičarja. Oddaja se je imenovala "As tu tud not padu?!". Ker je bila za nacionalko predraga, jo je predvajal POP TV. V začetku leta 2011 je po vzoru South Parka skupaj z glavnim animatorjem Tadejem Fiusom in režiserjem Klemnom Dvornikom začel pripraviljati prvo domačo animirano satirično serijo "Na svoji žemlji". Generacijo animiranih likov iz "Hri-bara" so zamenjali novi, bolj stripovski liki, ki so bili narejeni po predlogi Borisa Oblaka, izdelali pa jih v podjetju Hikikomori. A za kaj več kot zgolj za uvodno epizodo, ni bilo denarja.
Nad politično satiro so se spet začeli zgrinjati črni oblaki. Ponudili so mu, naj naredi koncept nedeljsko popoldanske kuharske oddaje za Anjo Tomažin. "Ugani, kdo pride na večerjo" je imela spodobno gledanost, a je po gostovanju nekdanje notranje ministrice Katarine Kresal in burnemu odzivu desnih tabloidnih medijev, padla v nemilost programskega vodstva. Oddajo je zato na hitro zamenjal s parodijo na vse močnejši trend pojavljanja kuharskih oddaj. V "Kdo si upa na večerjo?" sta voditeljsko debitirala Jure Godler in Tilen Artač. Po eni sezoni je spremenil koncept, kuhinjo je zamenjal z glasbo in nastala je oddaja "Zaigraj še enkrat, sam", v kateri so poleg zabavnih skečev v živo nastopale najboljše domače glasbene skupine. Leta 2014 je iz te oddaje nastala polurna informativna parodija "Poldnevnik", čista koncentracija Godlerjevih montypythonovskih skečev in Krajnčeve & Fiusove animirane politično satirične serije Jebovlje, iz katere nastane nizkoproračunski celovečerni animirani film "Dobrodošli v Jebovlju". Sredi poletja si ga je na TV Slovenija ogledalo več kot 150 tisoč gledalcev.
Jeseni 2014 je pripravil format skoraj peturne silvestrske oddaje z naslovom "Bela snežinka". Scenarist je bil Jure Karas, režiser Igor Zupe in voditelj Lado Bizovičar. Oddaja je dosegla izjemno gledanost, saj jo je okoli polnoči spremljalo več kot pol milijona gledalcev. V začetku naslednjega leta je pripravil format oddaje "Točno popoldne" za voditelja Tadeja Toša, a z oddajo in voditeljem ni bil preveč zadovoljen, zato se je vrnil v svet politične satire in animacij, napravil je koncept nizkoproračunske animirane informativne oddaje z izmišljenimi novicami in jo poimenoval "Bučke".